# Xadas
Bruno Alexandre Vieira Almeida (Oliveira de Azeméis, 2 de diciembre de 1997), más conocido como Xadas, es un futbolista portugués que juega de centrocampista en el Tianjin Jinmen Tiger de la Superliga de China.

## Trayectoria
Formado en la cantera del Sporting Clube de Braga, en 2016 destacó con el segundo equipo al disputar 30 partidos y marcar 11 goles. En esta misma temporada debutó con el primer equipo.
En la temporada 2017-18 marcó su primer gol con el equipo portugués frente al Portimonense S. C. También debutó en Liga Europa de la UEFA contra el FH Hafnarfjordur islandés.
El 31 de enero de 2020 el C. S. Marítimo hizo oficial su llegada como cedido hasta final de temporada. En octubre volvió a ser prestado, marchándose un año al Royal Excel Mouscron. Tras esta última cesión regresó al C. S. Marítimo.
Su segunda etapa en Madeira finalizó al término de la temporada 2023-24, momento en el que se fue a China para jugar en el Tianjin Jinmen Tiger.

## Selección nacional
Fue internacional con la selección de fútbol de Portugal sub-19, sub-20 y sub-21.

## Clubes
| Club                          | País     | Año       |
| ----------------------------- | -------- | --------- |
| S. C. Braga "B"               | Portugal | 2016-2017 |
| S. C. Braga                   | Portugal | 2017-2021 |
| C. S. Marítimo (cedido)       | Portugal | 2020      |
| Royal Excel Mouscron (cedido) | Bélgica  | 2020-2021 |
| C. S. Marítimo                | Portugal | 2021-2024 |
| Tianjin Jinmen Tiger          | China    | 2024-     |

## Palmarés

### Títulos nacionales
| Título                      | Club        | País     | Año  |
| --------------------------- | ----------- | -------- | ---- |
| Copa de la Liga de Portugal | S. C. Braga | Portugal | 2020 |